# Théodore Fourmois

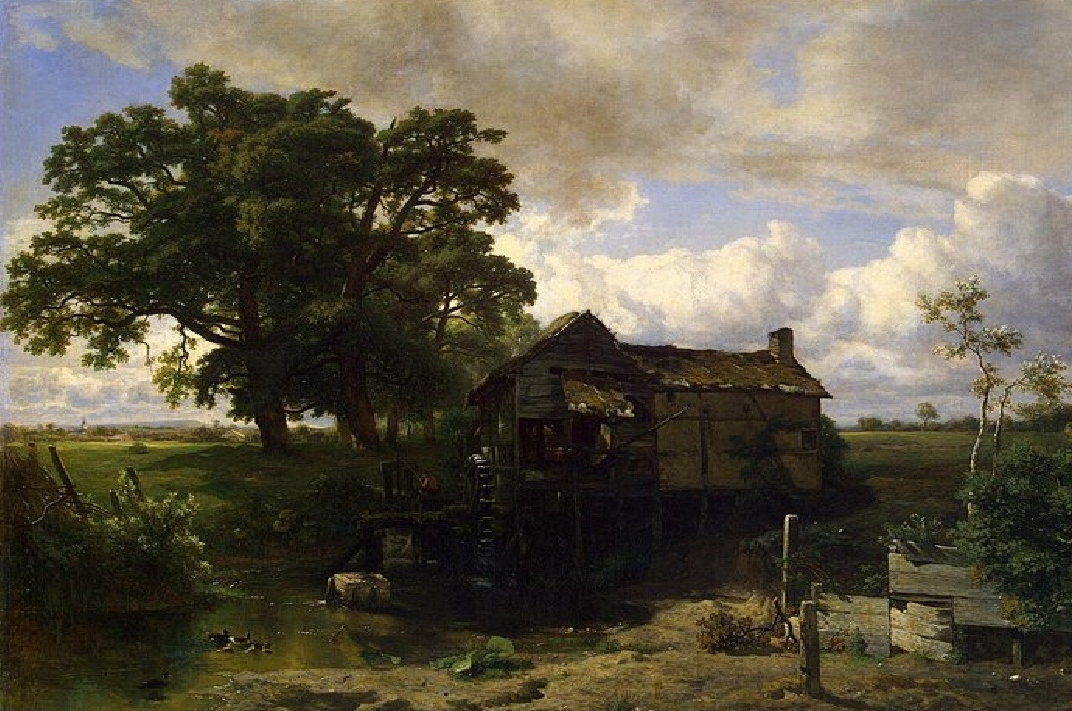
Molen te Eprave (1851)
Hermitage, St. Petersburg

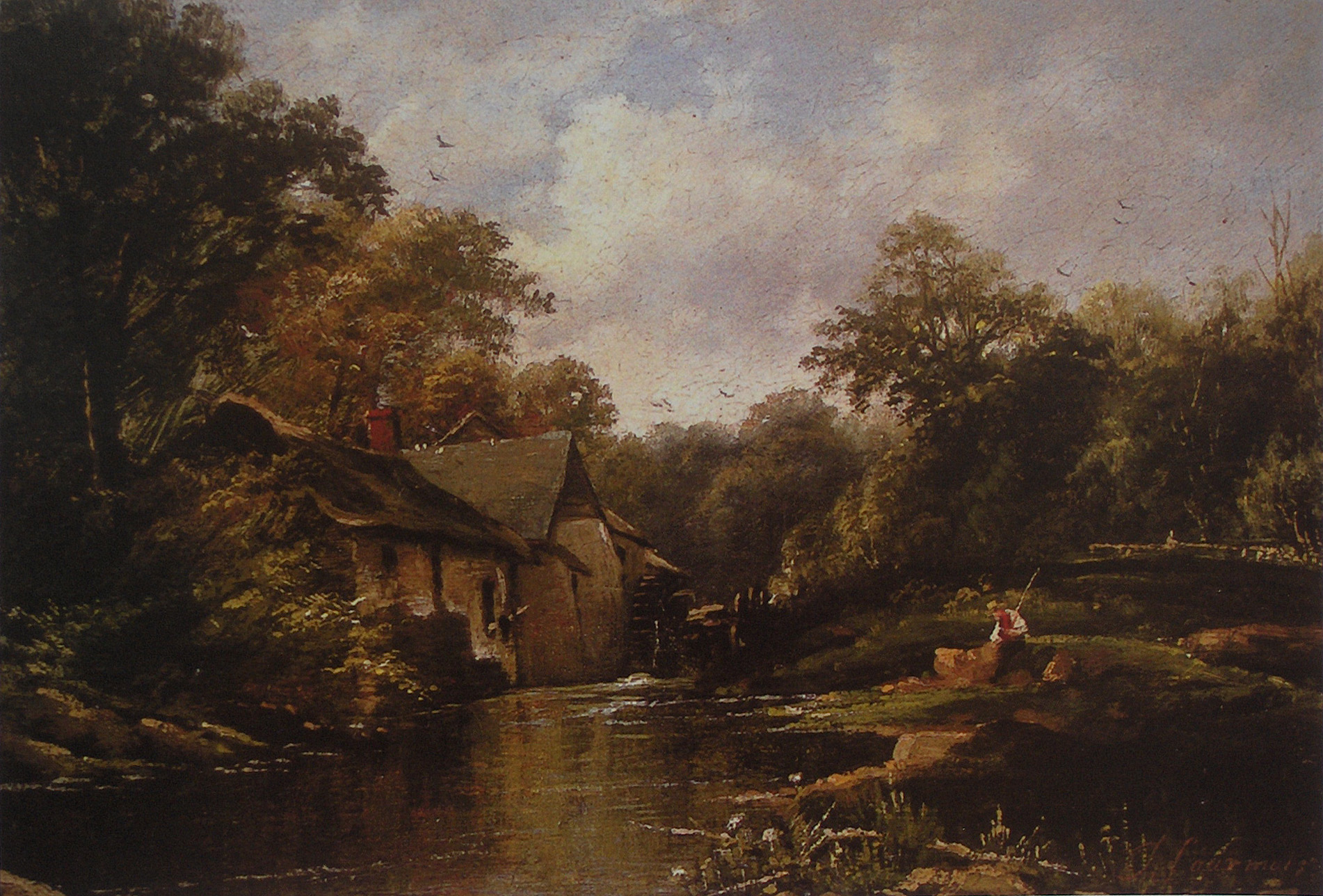
"Watermolen in de Ardennen en hengelaar" (ca. 1840) privé-bezit

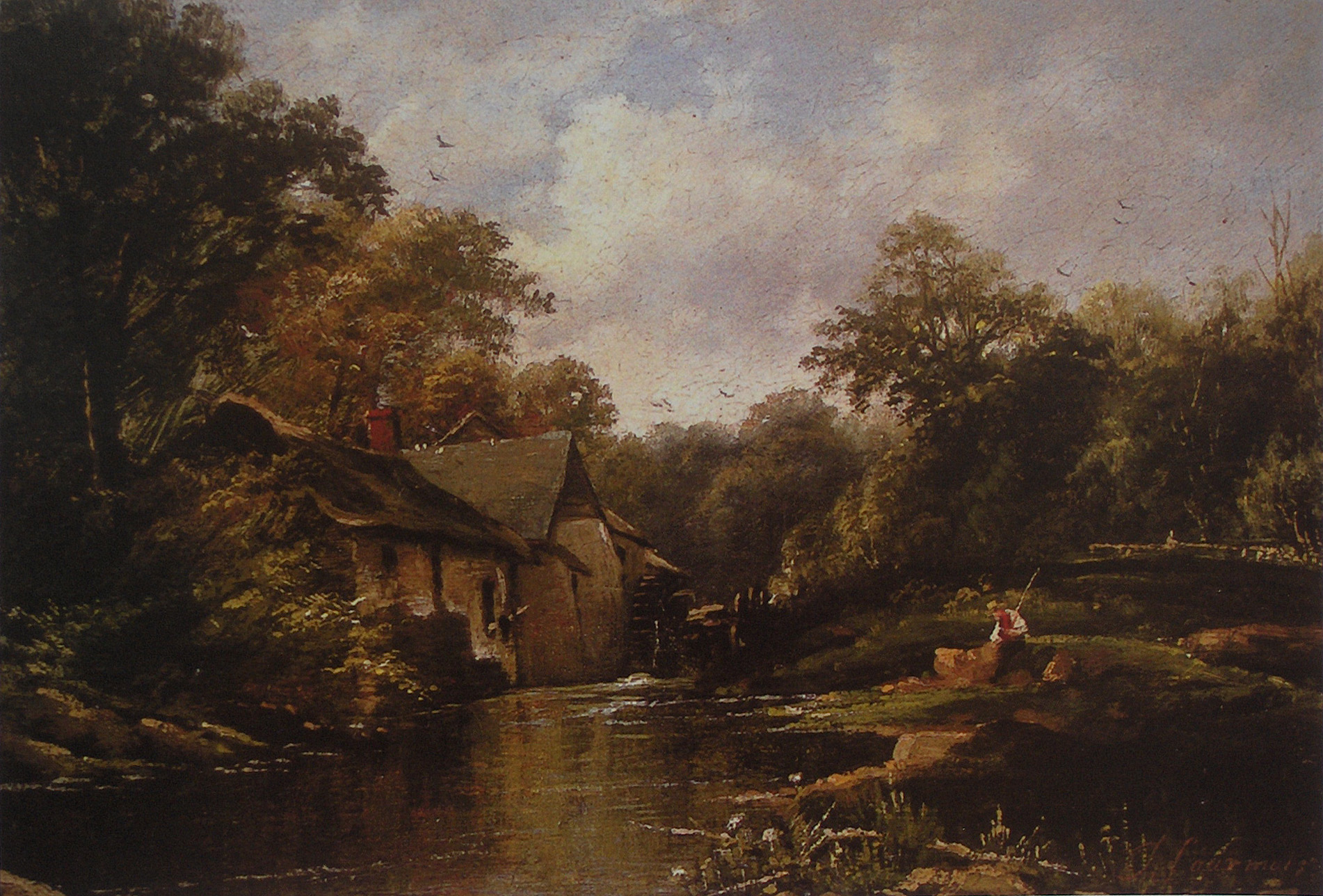
"De watermolen" (1857) - aquarel en gouache
KMSKB, Brussel

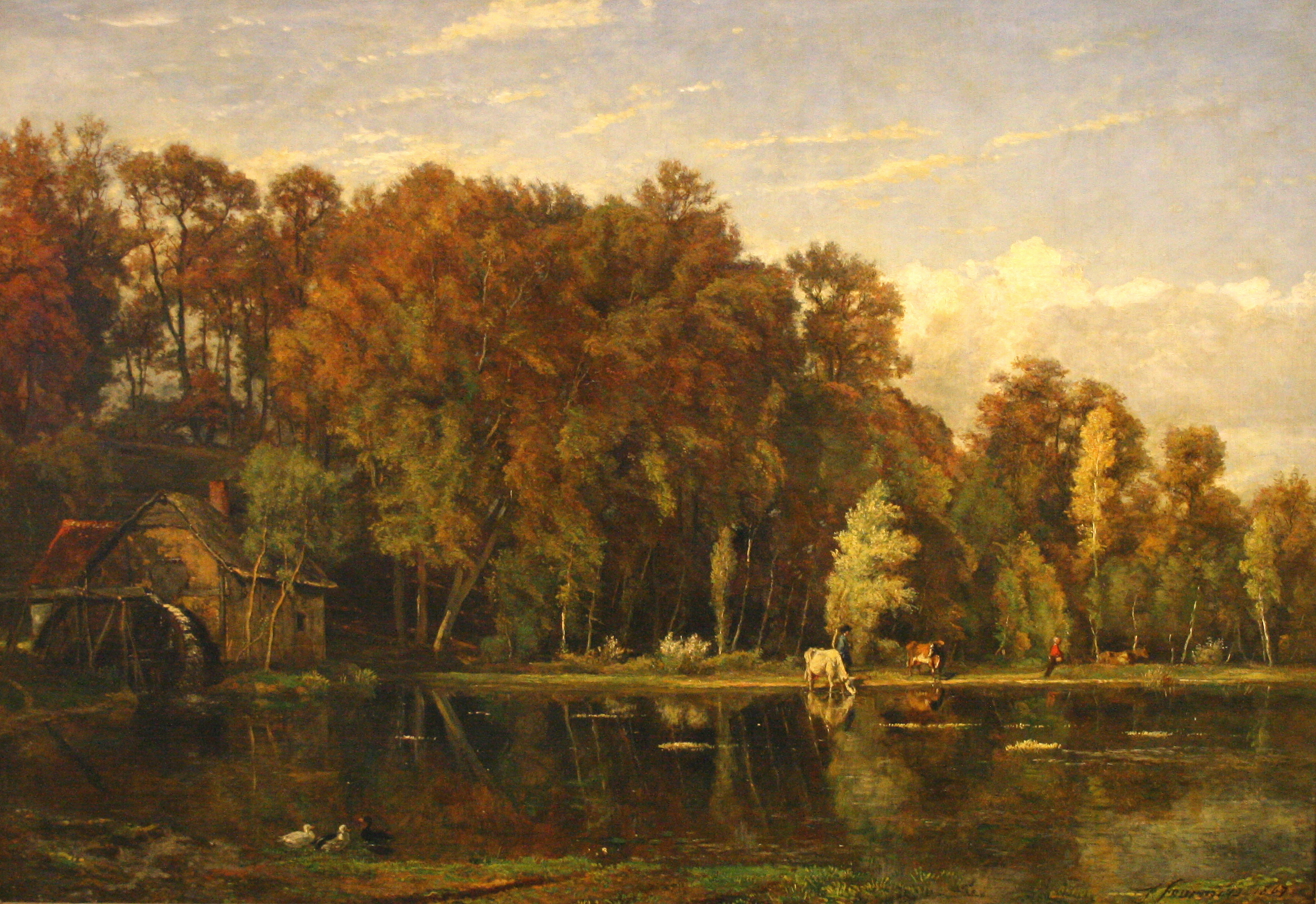
"De vijver" (1867)
KMSKB, Brussel

Théodore Fourmois (Presles (Henegouwen), 14 oktober 1814 – Elsene, 16 oktober 1871) was een Belgische schilder, bekend om zijn landschappen en genrescènes Hij was eveneens een aquarellist, tekenaar, lithograaf en etser. Hij wordt beschouwd als de wegbereider van de Belgische landschapschilderkunst in de 19de eeuw.

## Opleiding
Hij was afkomstig uit een bescheiden milieu en het ontbrak hem aan middelen voor een formele artistieke vorming. Hij stond gedurende de jaren 1826-1827 grotendeels in voor zijn eigen opleiding, eerst als leerling en vervolgens als tekenaar, in het befaamd lithografisch atelier van Antoine Dewasme-Pletinckx te Brussel. Hierdoor kwam hij ook in de ateliers van Paul Lauters (1806-1875), Jean-Baptiste Madou, Guillaume Van der Hecht en François Stroobant. Hij kon er bekende meesterwerken kopiëren.
Maar als schilder was hij een autodidact. Nochtans vermeldt de Dictionary of Art dat hij ingeschreven was aan de Academie van Brussel tussen 1826 en 1829.
Er is slechts weinig bekend over zijn privéleven. Er wordt aangenomen dat hij vanaf 1831 gewoond heeft in het huis van de weduwe Meunier. Hij moet er ongetwijfeld de toekomstige beeldhouwer Constantin Meunier gekend hebben als kind.

## Romantisch landschapschilder
Zijn eerste werken waren scènes uit de Belgische Revolutie van 1830. Maar vanaf 1836 legde hij zich volledig toe op het schilderen van landschappen.
Hij debuteerde als schilder op het Salon van Brussel in 1836 en stelde er, met succes, enkele romantische landschappen tentoon, zoals “Paysage d’Ardennes”. Hij was in zijn beginjaren vooral bekend door Ardense en Kempense landschappen (voornamelijk geschilderd te Genk, hij wordt hierdoor ook gerekend tot de Genkse School). Hij behoorde in die periode nog tot de romantische schilders. Zoals vele van zijn tijdgenoten, schilderde hij zorgvuldig opgebouwde artificiële landschappen waarin hij op nauwkeurige wijze verschillende elementen verenigde. Hij liet zich inspireren door de natuur maar verwerkte hierdoorheen zijn fantasie. Hij schilderde meestal een groot aantal bomen bij elkaar in een landschap, soms met een windmolen of een watermolen, een hoevetje en een aarden pad naar de rand van het bos. Hij had toen nog weinig aandacht voor een subtiele weergave van de lucht. Maar in al deze werken toonde hij de natuur op een krachtige wijze, verstoken van een dromerig romantisme.

## Realistisch landschapschilder
Hij schaarde zich spoedig achter de nieuwe progressieve ideeën die vanaf de jaren 1840 het licht zagen, namelijk het schilderen in openlucht zoals die naar voren werden gebracht in Frankrijk door de beoefenaars van de School van Barbizon en in Engeland door John Constable.
De Franse landschapschilders stelden regelmatig tentoon op de driejaarlijkse Brusselse Salons vanaf de jaren 1850. Op het Salon van 1851 waren onder andere Louis-Nicolas Cabat, Gustave Courbet, Narcisse Diaz de la Peña en Constant Troyon (met zes werken) vertegenwoordigd. Door de invloed van twee belangrijke kunsthandelaars Gustave Coûteaux en Arthur Stevens, werden de werken van schilders uit de School van Barbizon geïntroduceerd in Belgische verzamelingen. Voor de kunstenaars die deze werken zagen betekende dit een stimulans tot vernieuwing van de Belgische schilderkunst en het verlaten van de academische schema's. Ze wilden voortaan naar de natuur schilderen en deze natuur weergeven als een schouwspel van licht en atmosfeer. Théodore Fourmois was zeker één der voornaamste spilfiguren in deze overgangsfase tussen romantiek en realisme.
Fourmois bezocht mogelijk Barbizon. Tijdens zijn reizen door de Dauphiné ("Landschap in de Dauphiné, 1846"), het Groot-Hertogdom Luxemburg en Appenzell (Zwitserland) maakte Fourmois groots opgezette schetsen naar de natuur alsook panoramische gezichten. Zijn "Panoramisch landschap (1841)" (Koninklijke verzameling, Brussel) wijst zeker op een invloed van Constable. Deze werken uit 1840-1850 mogen beschouwd worden als de eerste pogingen tot pleinairisme van een Belgische schilder. Hiermee introduceerde hij in België het realisme in de landschapskunst. Hij werd hierin tevens beïnvloed door de traditie van de 17de-eeuwse Nederlandse landschapschilders en in het bijzonder door de kalm beredeneerde visies van Meindert Hobbema.
Vanaf 1840 had Fourmois, evenals enkele andere Brusselse schilders, zoals zijn vriend Edouard Huberti, het landelijk dorpje Tervuren ontdekt en kwam er in de vrije natuur schetsen en schilderen. Hij ontmoette er de toenmalige gemeentesecretaris Joseph Coosemans en stimuleerde hem met zijn raadgevingen tot het schilderen van landschappen in realistische stijl. Uit die tijd dateert ook het schilderij "Het bos van Terhulpen" (Stedelijke Musea, Brugge). Na zijn dood werden er heel wat bosgezichten uit die streek geveild, nl. uit Groenendaal, Terhulpen en Bosvoorde. Deze bosgezichten leunen nauw aan bij de landschappen zoals ze weergegeven werden door schilders uit de School van Tervuren. Door zijn directe benadering van de natuur, de combinatie van een klassieke compositie en de weergave van de nauwkeurige sfeerschepping, de wisselende lichtnuances en zijn aandacht voor de wisselende kleuren in zijn omgeving, wordt hij ook beschouwd als een voorloper van de School van Tervuren.
Zijn werken waren vooruitstrevend voor hun tijd. Hij ontwikkelde zich daarop gestadig verder naar een vrijere opvatting en techniek. Hij concentreerde zich verder op een levendiger weergave van de atmosfeer met een kleurrijker palet.
Zijn latere werken onderscheidden zich door een meer schematische techniek en een uitbundiger kleurenpalet. Op het einde van zijn leven keerde hij terug naar Tervuren, waar hij samenwerkte met Hippolyte Boulenger, en in 1869 naar zijn geboortedorp Presles, om er zijn laatste werken te schilderen.
Na zijn huwelijk in 1854 ging Fourmois wonen in Elsene. Hij verbleef er gedurende de rest van zijn leven. Er is nu in Elsene een Fourmoisstraat naar hem vernoemd.
Hij had gedurende zijn leven een hechte band met verschillende kunstenaars. Reeds vroeg werd Jean-Baptiste Robie een goede vriend. Hij werkte ook samen met Edmond Tschaggeny, die dieren schilderde in de landschappen van Fourmois. Hij wordt ook vernoemd in verband met de vorming van Joseph Quinaux en van Euphrosine Beernaert, die van hem adviezen ontving.

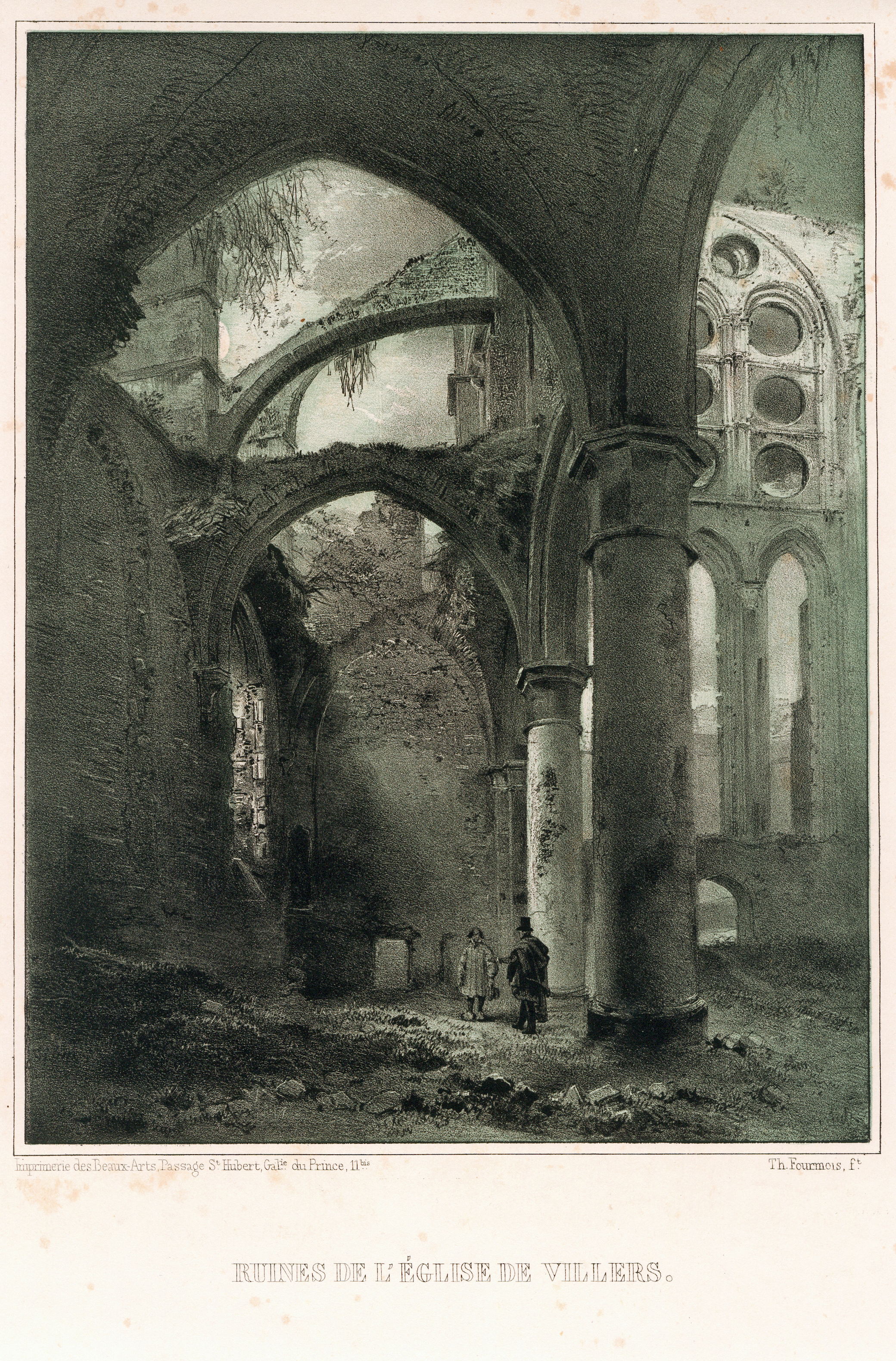
De ruïnes van de abdijkerk van Villers-la-Ville (België), in 1833 gelithografeerd door Théodore Fourmois

## Lithografieën
Théodore Fourmois produceerde ook veel tekeningen en aquarellen. Hij was oorspronkelijk begonnen als tekenaar en lithograaf. Hij realiseerde ook een groot aantal lithografieën naar vroegere grote meesters en tijdgenoten.
In 1838 produceerde hij de litho’s naar de Gentse stadsgezichten van Yvon-Ambroise Vermeersch (1810-1852) die werden gedrukt bij P. Degobert te Brussel en uitgegeven door Tessaro te Gent.
Hij leverde eveneens de originele platen voor verschillende albums en geïllustreerde bundels, zoals "Zicht op de waterval van Coo" (1839, Koninklijke Bibliotheek, Brussel) en “Descriptive Tour in Scotland” (wat mogelijk wijst op een reis ter plaatse).
In 1850 verscheen te Amsterdam het boek van Cornelis Springer “Nieuwe gezigten van Amsterdam en omstreken, naar de natuur geteekend door C. Springer en andere kunstschilders”, met 34 gekleurde litho’s. De Amsterdamse litho’s zijn voor het grootste deel naar schetsen van Cornelis Springer en op steen getekend door Théodore Fourmois.
In 1854 gaf François Stroobant, in samenwerking met Paul Lauters en Théodore Fourmois, het boek uit: “Rhin monumental et pittoresque” (met 30 platen), waarin de romantiek van de Rijn verheerlijkt werd. Dit lag in de lijn van het romantisme die uitging van de werken die William Turner maakte van zijn reizen langs de Rijnvallei in de jaren 1840

## Tentoonstellingen
Hij nam deel aan veel Salons van Brussel en Gent. Zowel in 1855 als in 1867 nam hij deel aan de Wereldtentoonstelling van Parijs.
Ook op recente veilingen behalen zijn schilderijen aardige prijzen : "Landschap met reizigers, 1867" (olieverf op doek, 95 × 145 cm): 7.400 € (Brussel, 2002); "Studie van een gevelde boom" (olieverf op doek, 18 × 36 cm): 2.400 € (Parijs, 2002); "Landschap met koeien en herder" (aquarel, 33 × 48 cm): 1.500 € (Lokeren, 2004).

## Musea
De meeste werken van Fourmois bevinden zich nog in privé-bezit. Toch zijn er al een aantal musea die schilderijen van hem bezitten :
- Museum voor Schone Kunsten van Elsene (Brussel)
- Musée de l’Art wallon (Luik)
- Musée des Beaux-Arts (Bergen)
- Musée des Beaux-Arts et de Céramique (Verviers)
- Groeningemuseum (Brugge)
- Koninklijk Museum voor Schone Kunsten (Antwerpen)
- Koninklijke Musea voor Schone Kunsten van België (Brussel)
- Stedelijk Museum Wuyts-Van Campen en Baron Caroly (Lier)
- Koninklijke Bibliotheek van België: Prentenkabinet
- Salons voor Schone Kunsten (Sint-Niklaas)
- Collectie van de Belgische Senaat
- Hermitage (Sint-Petersburg)